# كوبا بيرو 1986
كوبا بيرو 1986 هو موسم من كوبا بيرو ‏. فاز فيه Deportivo Cañaña ‏.